# Casa de l'Emília Fortuny
La Casa de l'Emília Fortuny és una obra dels Pallaresos (Tarragonès) inclosa a l'Inventari del Patrimoni Arquitectònic de Catalunya.

## Descripció
Originàriament formava part de la casa dels Fortuny però es va separar i quedà molt més limitada de formes arquitectòniques i d'espai. És de línies senzilles i fou reformada per Jujol l'any 1944. Consta de planta baixa, pis i golfes. La part més destacable és la planta baixa, on hi ha un arc de mig punt que emmarca la porta d'accés i que destaca per la seva estructura, ja que té l'arc construït de dovelles de maons sobresortides i de pedres que es van alternant. Els brancals de l'arc estan construïts amb maons. El pis alt té un balcó senzill i les golfes tres finestretes petites. De la cornisa que remata la façana sobresurten les teules àrabs.

## Història
L'any 1944 Jujol adapta la casa. Jujol fill indica que Jujol va fer un plantejament general dels pisos sobreposant-los als magnífics arcs que ell mateix havia projectat pel magatzem el 1928.